# Lista de vereadores de Angra dos Reis
Esta é a lista de vereadores de Angra dos Reis, município brasileiro do estado do Rio de Janeiro.
A Câmara Municipal de Angra dos Reis, é formada por quatorze representantes.

## Legislatura de 2021–2024
Estes são os vereadores eleitos nas eleições de 15 de novembro de 2020, pelo período de 1° de janeiro de 2021 a 31 de dezembro de 2024:
|    | Nome                                                                                      | Partido                                | Votos | %    | Observações |
| -- | ----------------------------------------------------------------------------------------- | -------------------------------------- | ----- | ---- | ----------- |
| 1  | Rubens Rocha de Andrade, Rubinho Metalúrgico (São João de Meriti, 05.11.1978–)            | CIDADANIA                              | 2.615 | 2,97 | 1º mandato  |
| 2  | Jocimar Henrique, Henrique Obina (Angra dos Reis, 20.01.1987–)                            | CIDADANIA                              | 2.336 | 2,65 | 1º mandato  |
| 3  | Carlos Eduardo dos Santos Miler, Dudu do Turismo (Rio de Janeiro, 29.01.1979–)            | Partido Social Democrático (PSD)       | 1.985 | 2,25 | 1º mandato  |
| 4  | Gabriella Carneiro Oliveira, Gab Greg (Angra dos Reis, 22.04.1994–)                       | Progressistas (PP)                     | 1.947 | 2,21 | 1º mandato  |
| 5  | Marcos Aurélio Coelho (Angra dos Reis, 04.10.1973–)                                       | Partido Social Cristão (PSC)           | 1.831 | 2,08 | 2º mandato  |
| 6  | Jorge Eduardo de Britto Rabha, Mascote (Angra dos Reis, 23.10.1968–)                      | PATRIOTA                               | 1.725 | 1,96 | 1º mandato  |
| 7  | Cirdilei Jerônimo, Branco (Angra dos Reis, 08.09.1954–)                                   | Partido Social Democrático (PSD)       | 1.499 | 1,70 | 1º mandato  |
| 8  | Cristiane Brasil da Silva, Titi Brasil (Duque de Caxias, 19.03.1973–)                     | Movimento Democrático Brasileiro (MDB) | 1.417 | 1,61 | 2º mandato  |
| 9  | Jorge Brum Crispim de Carvalho, Jorginho Brum (Angra dos Reis, 14.01.1982–)               | CIDADANIA                              | 1.364 | 1,55 | 1º mandato  |
| 10 | Jane Roseli Veiga (Londrina, 20.08.1960–)                                                 | Movimento Democrático Brasileiro (MDB) | 1.343 | 1,52 | 2º mandato  |
| 11 | Hélio Severino de Azevedo, Helinho do Sindicato (2021-2022) (Angra dos Reis, 30.09.1964–) | Partido Trabalhista Cristão (PTC)      | 1.302 | 1,48 | 2º mandato  |
| 12 | Edson Carlos Rodrigues, Edinho Rodrigues (Duque de Caxias, 14.06.1973–)                   | Progressistas (PP)                     | 1.282 | 1,45 | 1º mandato  |
| 13 | Luciana Ferreira de Oliveira Valverde (Angra dos Reis, 31.07.1980–)                       | Movimento Democrático Brasileiro (MDB) | 1.251 | 1,42 | 2º mandato  |
| 14 | Charles Lindbergh Neves (Angra dos Reis, 01.02.1972–)                                     | PATRIOTA                               | 1.210 | 1,37 | 1º mandato  |

## Legislatura de 2017–2020
Estes são os vereadores eleitos nas eleições de 2 de outubro de 2016:
|    | Nome                                                                                   | Partido                                            | Votos | %    | Observações                               |
| -- | -------------------------------------------------------------------------------------- | -------------------------------------------------- | ----- | ---- | ----------------------------------------- |
| 1  | José Augusto de Araújo Vieira, Zé Augusto (2017-2018) (Rio de Janeiro, 30.07.1979–)    | Partido do Movimento Democrático Brasileiro (PMDB) | 2.739 | 2,90 | 1º mandato                                |
| 2  | Francisco Canindé da Costa Raimundo, do Social (Currais Novos, 10.07.1974–)            | Partido do Movimento Democrático Brasileiro (PMDB) | 2.139 | 2,26 | 1º mandato                                |
| 3  | Marcos Aurélio Coelho, Marquinho Coelho (Angra dos Reis, 04.10.1973–)                  | Partido Democrático Trabalhista (PDT)              | 1.834 | 1,94 | 1º mandato                                |
| 4  | Marco Antonio Braga da Silva Pinheiro, Santo Antonio (Angra dos Reis, 19.09.1992–)     | Partido Democrático Trabalhista (PDT)              | 1.821 | 1,93 | 1º mandato                                |
| 5  | Gedai de Oliveira Sousa (Imperatriz, 04.10.1988–)                                      | Partido da República (PR)                          | 1.758 | 1,86 | 1º mandato Cassado pelo TRE em 20.04.2018 |
| 6  | Leandro da Silva Oliveira, Léo da Marmoraria (Angra dos Reis, 26.03.1974–)             | Partido Social Cristão (PSC)                       | 1.680 | 1,78 | 1º mandato                                |
| 7  | Jane Roseli Veiga (Londrina, 20.08.1960–)                                              | Partido do Movimento Democrático Brasileiro (PMDB) | 1.515 | 1,60 | 1º mandato                                |
| 8  | Flávio Araújo dos Santos, Flavinho (Angra dos Reis, 05.08.1976–)                       | Partido Social Cristão (PSC)                       | 1.479 | 1,57 | 1º mandato                                |
| 9  | Sérgio Ricardo Gamatos, Kamu (Angra dos Reis, 08.11.1968–)                             | Partido Socialista Brasileiro (PSB)                | 1.474 | 1,56 | 1º mandato                                |
| 10 | Thimoteo Cavalcanti Albuquerque de Sá, Sargento Thimoteo (Rio de Janeiro, 07.09.1965–) | Partido da República (PR)                          | 1.433 | 1,52 | 1º mandato                                |
| 11 | Hélio Severino de Azevedo, Helinho do Sindicato (Angra dos Reis, 30.09.1964–)          | Partido Socialista Brasileiro (PSB)                | 1.395 | 1,48 | 1º mandato                                |
| 12 | Jan Carlos de Almeida, Jean (Angra dos Reis, 20.07.1970–)                              | Partido Democrático Trabalhista (PDT)              | 1.339 | 1,42 | 1º mandato                                |
| 13 | Luciana Ferreira de Oliveira Valverde (Angra dos Reis, 31.07.1980–)                    | Partido do Movimento Democrático Brasileiro (PMDB) | 1.271 | 1,35 | 1º mandato                                |
| –  | Luís Cláudio Pereira das Dores, Claudinho (2019-2020) (Angra dos Reis, 07.08.1972–)    | Partido da República (PR)                          | 1.083 | 1,15 | 1º mandato Assumiu a vaga em 26.04.2018   |
| 14 | Cristiane Brasil da Silva, Titi Brasil (Duque de Caxias, 19.03.1973–)                  | Partido do Movimento Democrático Brasileiro (PMDB) | 957   | 1,01 | 1º mandato                                |

## Legenda
| Cor  | Significado          |
| Bege | Presidente da Câmara |
| Azul | Suplente             |